# Acinopetala
 Acinopetala es un género con 20 especies de orquídeas originarias de América.
Sus especies anteriormente estaban sujetas al género Masdevallia, sin embargo, en mayo de 2006, Carlyle A. Luer, erudito de las Pleurothallidinae, publicó una revisión sustancial del género y  convirtió en géneros a muchos de sus subgéneros anteriores. 

## Taxonomía
El género fue descrito por Carlyle A. Luer y publicado en Monographs in Systematic Botany from the Missouri Botanical Garden 105: 3. 2006.
Etimología
Acineta: nombre genérico que procede del griego "akinetos" = 'inmóvil' en referencia a su rígido labelo (labio). 

## Especies
- Acinopetala adamsii (Luer) Luer, Monogr. Syst. Bot. Missouri Bot. Gard. 105: 3 (2006).
- Acinopetala arangoi (Luer & R.Escobar) Luer, Monogr. Syst. Bot. Missouri Bot. Gard. 105: 3 (2006).
- Acinopetala attenuata (Rchb.f.) Luer, Monogr. Syst. Bot. Missouri Bot. Gard. 105: 3 (2006).
- Acinopetala chontalensis (Rchb.f.) Luer, Monogr. Syst. Bot. Missouri Bot. Gard. 105: 3 (2006).
- Acinopetala crescenticola (F.Lehm. & Kraenzl.) Luer, Monogr. Syst. Bot. Missouri Bot. Gard. 105: 3 (2006).
- Acinopetala flaveola (Rchb.f.) Luer, Monogr. Syst. Bot. Missouri Bot. Gard. 105: 3 (2006).
- Acinopetala floribunda (Lindl.) Luer, Monogr. Syst. Bot. Missouri Bot. Gard. 105: 3 (2006).
- Acinopetala geminiflora (P.Ortiz) Luer, Monogr. Syst. Bot. Missouri Bot. Gard. 105:  (2006).
- Acinopetala gutierrezii (Luer) Luer, Monogr. Syst. Bot. Missouri Bot. Gard. 105: 3 (2006).
- Acinopetala herradurae (F.Lehm. & Kraenzl.) Luer, Monogr. Syst. Bot. Missouri Bot. Gard. 105: 3 (2006).
- Acinopetala laucheana (J.Fraser) Luer, Monogr. Syst. Bot. Missouri Bot. Gard. 105: 3 (2006).
- Acinopetala livingstoneana (Rchb.f. & Roezl) Luer, Monogr. Syst. Bot. Missouri Bot. Gard. 112: 118 (2007).
- Acinopetala minuta (Lindl.) Luer, Monogr. Syst. Bot. Missouri Bot. Gard. 105: 3 (2006).
- Acinopetala nicaraguae (Luer) Luer, Monogr. Syst. Bot. Missouri Bot. Gard. 105: 3 (2006).
- Acinopetala pescadoensis (Luer & R.Escobar) Luer, Monogr. Syst. Bot. Missouri Bot. Gard. 105: 3 (2006).
- Acinopetala scabrilinguis (Luer) Luer, Monogr. Syst. Bot. Missouri Bot. Gard. 105: 3 (2006).
- Acinopetala schizopetala (Kraenzl.) Luer, Monogr. Syst. Bot. Missouri Bot. Gard. 105: 3 (2006).
- Acinopetala tokachiorum (Luer) Luer, Monogr. Syst. Bot. Missouri Bot. Gard. 105: 3 (2006).
- Acinopetala tubuliflora (Ames) Luer, Monogr. Syst. Bot. Missouri Bot. Gard. 105: 3 (2006).
- Acinopetala wendlandiana (Rchb.f.) Luer, Monogr. Syst. Bot. Missouri Bot. Gard. 105: 3 (2006).